# Rusanda Panfili

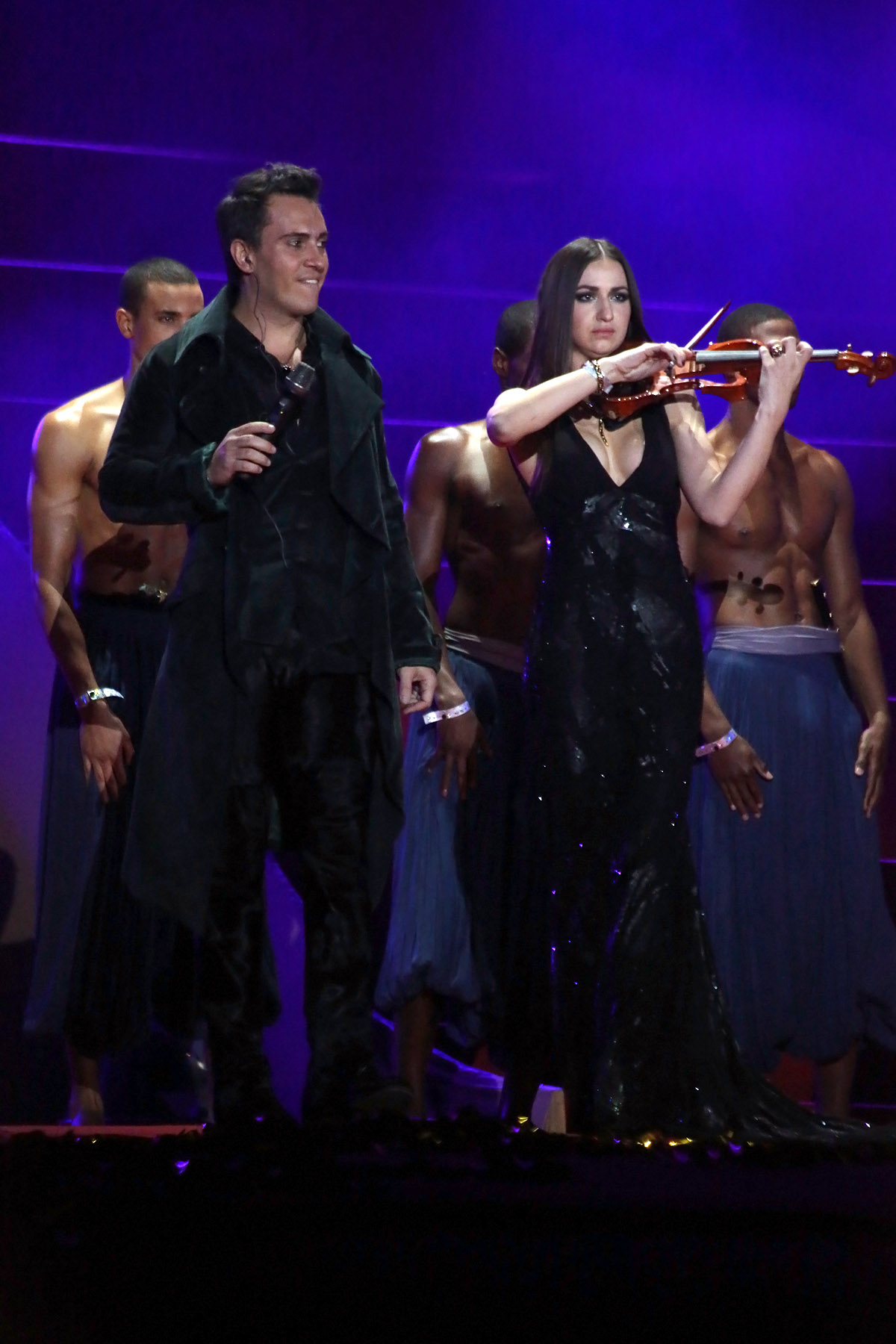
Rusanda Panfili mit Erwin Schrott, 2013

Rusanda Panfili (* 1988 in Chișinău) ist eine moldauisch-rumänische Violinistin.

## Leben
Das Studium der Violine begann Panfili an der George-Enescu-Musikschule in Bukarest und gewann mit 10 Jahren ihren ersten internationalen Violinwettbewerb in Italien. Mit 11 Jahren wurde sie als jüngste Studentin an der Musik und Kunst Privatuniversität der Stadt Wien aufgenommen, wo sie bei Christian Altenburger studierte. Später studierte sie zusätzlich an der Universität für Musik  und darstellende Kunst Wien und hat dort im November 2015 das Masterstudium mit Auszeichnung abgeschlossen. Sie gewann weitere internationale Preise, u. a. den Rodolfo-Lipizer-Preis, die Competition Andrea Postacchini, den Fidelio-Wettbewerb und den Louis-Spohr-Wettbewerb. Zudem erhielt sie folgende Stipendien: Herbert von Karajan und Yamaha International, welche sie während ihrer Zeit als Schülerin von Alexander Arenkow bekommen hat.
Panfili trat als Solistin unter anderem mit dem Jerusalem Symphony Orchestra, dem Staatlichen Sinfonieorchester Mexiko und dem moldawischen und rumänischen Sinfonieorchestern auf. Gemeinsam mit Musikern und Dirigenten wie z. B. Markus Schirmer, Aleksey Igudesman, Vadim Repin und Hans Zimmer teilt sie Bühnen und Arenen.    
Sie ist nicht nur als klassische Musikerin, Geigerin und Bratschistin tätig, sondern auch als Tänzerin, Schauspielerin und Sängerin. Im Frühjahr 2016 wurde sie eingeladen, als Solistin bei der Hans-Zimmer-Live-Tour mitzuwirken, und spielte über 30 Konzerte in Europa. 2018 war sie auch Solistin bei der The World of Hans Zimmer-Tour. Mit ihrem eigenen Projekt Panfili & Friends spielt sie klassische Werke, Weltmusik, eigene Kompositionen und Arrangements. Auf dem 2023 veröffentlichten Album Metamorphosis von The Dark Side of the Moon ist sie bei vier Stücken zu hören (Geige und Nyckelharpa).
Seit 2021 lebt Panfili im burgenländischen Neusiedl am See.

## Filmografie (Auswahl)
- 2025: Perla